# Anita Snellman

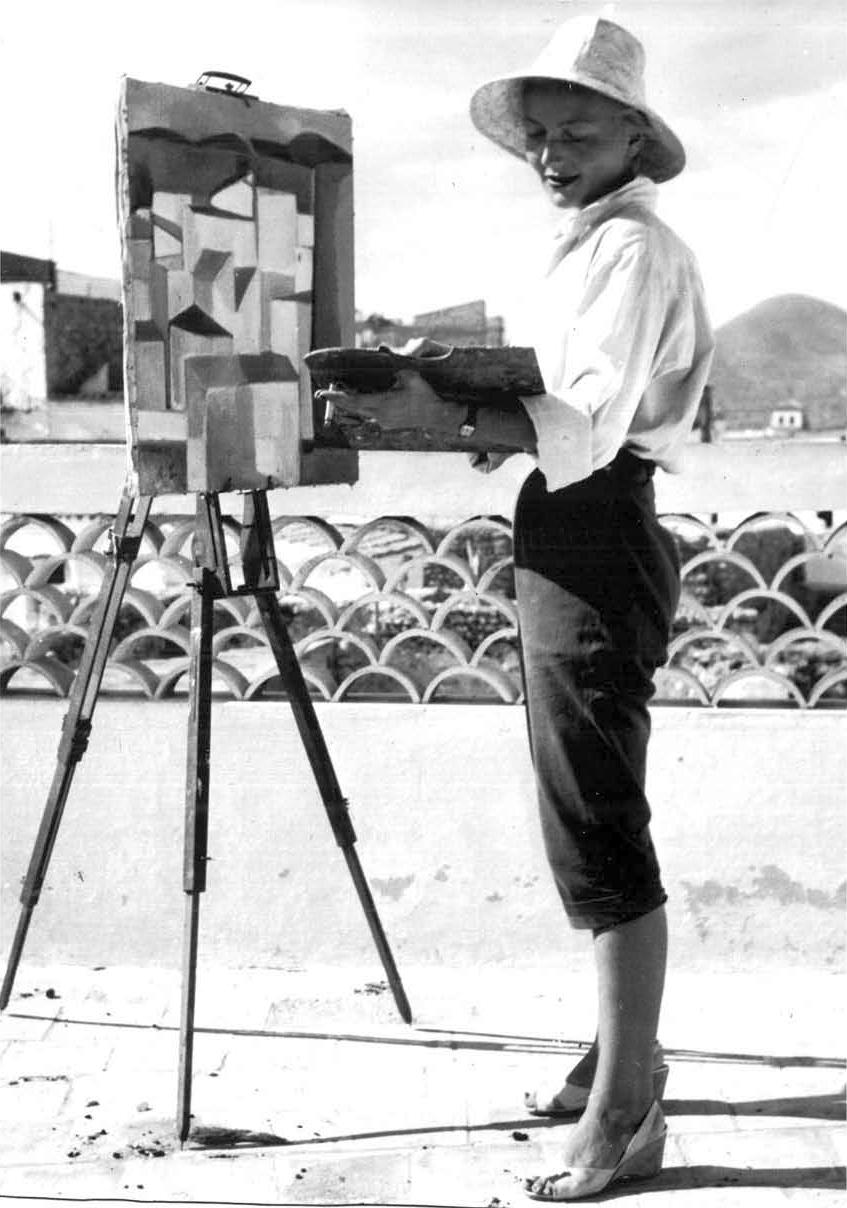
Anita Snellman, 1957

Sini Anita Kyllikki Snellman (* 4. September 1924; † 24. Februar 2006) war eine finnische Malerin.

## Leben
Anita Snellman studierte Kunst in Helsinki, Stockholm und Paris.
Nach einem längeren Aufenthalt in Paris zog sie nach Ibiza, wo sie Ende der 1960er Jahre im Osten der Insel eine alte Finca erwarb. Dort entstand der überwiegende Teil ihrer späteren Ölgemälde, welche vorwiegend von den Menschen, der Landschaft und der Fauna Ibizas inspiriert sind.
Als Malerin machte Snellman ab den 1960er Jahren international Karriere. Viele ihrer Arbeiten sind in den bedeutendsten Museen Finnlands ausgestellt. Im Jahre 1986 erhielt sie in Finnland eine Professur für Malerei.
Nach ihrem Tod im Februar 2006 wurde sie auf dem Friedhof Hietaniemi in Helsinki in einem Ehrengrab beigesetzt.

## Ehrungen
- 1976 Erwählung zum Mitglied des Ordens Pro Finlandia